# 南京明文化村・陽山碑材
南京明文化村（なんきんみんぶんかそん）は、中華人民共和国南京市市内中山門から東へ約17キロの江寧区湯山街道の西北に位置するテーマパーク。
南京の観光名所である陽山碑材の周辺を開発し、2003年2月22日にオープンした。明代の街並を再現し、雑技、芝居、獅子舞など催し物がある。村内の奥には陽山碑材がある。
陽山碑材とは、明永楽帝が父である太祖朱元璋を褒め称え、碑を立てる為に1405年（永楽3年）に開削を始めたことによる名であるが、重量3万トン以上の巨石が現在も残っている。なぜ巨石が放置されているかについては、「明の国力衰退と北京への遷都」「輸送方法がなかった」という2つの説がある。陽山碑材は1955年に江蘇省文物保護単位に指定され、2013年に全国重点文物保護単位に指定された。
南京では南京明文化村より陽山碑材の方が名が知られている。

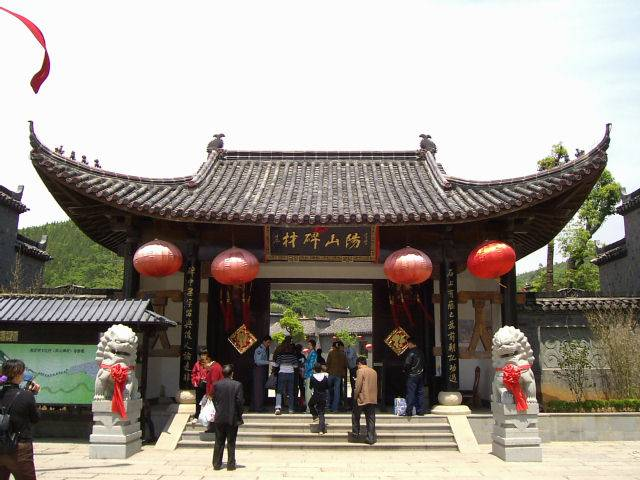
南京明文化村入り口
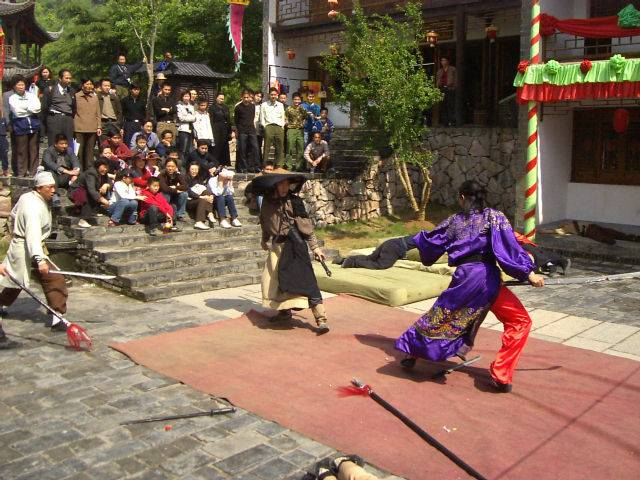
村内で催される劇の様子
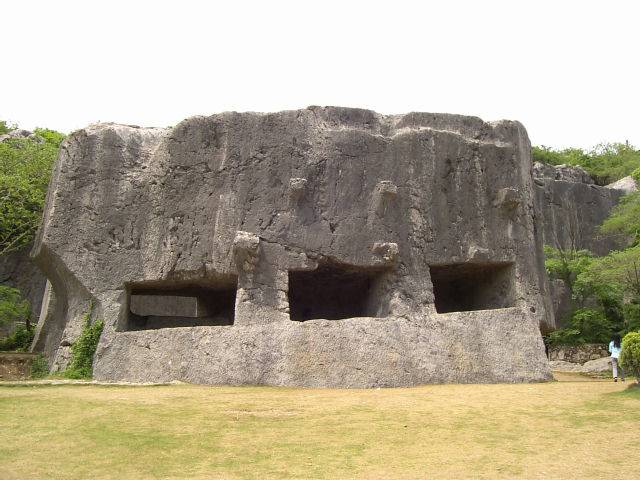
巨石

座標: 北緯32度04分06秒 東経119度00分02秒 / 北緯32.06833度 東経119.00056度